# 第三漢字面
第三漢字面（だいさんかんじめん、英: Tertiary Ideographic Plane, TIP）は、ISO/IEC 10646の第0群第3面およびUnicodeの第3面。ロードマップにおいては甲骨文字・金文・小篆といった現在一般的には使用されない古代の漢字を将来的に収録する予定の追加面の一つであったが、後述の通り、追加漢字面に入りきらなかった（現代の書体に基づく）漢字が最初に収録された。

## 符号化
第三漢字面の文字は、2バイト固定長方式のUCS-2では使用することが出来ず、UTF-8、UTF-16、UTF-32のいずれの符号化方式でも4バイトで符号化される。UTF-16ではサロゲートペア（代用対）を使う必要がある。

## 歴史
- 1996年7月 - Unicode 2.0でサロゲートペア（代用対）が導入され、追加面の存在が可能になった（ただしこの時点では基本多言語面以外の面に具体的な名称や用途は定められていなかった）。
- 2008年4月25日 - Unicode 5.1.0 において、この面における文字の仮の割り当てが定められた[1]。
- 2014年6月20日 - JIS X 0221:2014 において、それ以前の版で「第3の漢字面」などと仮に呼ばれていたこの面の日本語による正式名称が「第三漢字面」と定められた。
- 2014年10月24日 - Unicode 7.0.1 において、初めてこの面に対して文字 (小篆) を割り当てる正式な提案がロードマップに記載された[2]。
- 2016年1月21日 - Unicode 8.0.1 において、この面に対して甲骨文字を割り当てる正式な提案がロードマップに記載された[3]。
- 2017年11月22日 - 次期 ISO/IEC 10646 (Unicode) のための追加レパートリーの草稿において、CJK統合漢字拡張Gの5002字がこの面に追加された[4]。
- 2020年3月10日 - Unicode 13.0 において、CJK統合漢字拡張Gの4939字がこの面に正式に追加された[5]。